# Hans Woller
Hans Woller (* 22. Februar 1952 in Aldersbach, Niederbayern) ist ein deutscher Historiker. Er forscht vor allem über Themen der deutschen und italienischen Zeitgeschichte. Seine wissenschaftliche Biographie ist eng mit dem Münchner Institut für Zeitgeschichte verbunden.

## Leben
Hans Woller wurde als Sohn des Flussbaumeisters Ludwig Woller und dessen Frau Frieda, geb. Berthal, in Aldersbach in Niederbayern geboren. Nach dem Abitur am Gymnasium in Pfarrkirchen studierte er von 1972 bis 1979 Zeitungswissenschaften, Bayerische Geschichte, Neuere Geschichte, Germanistik und Politologie an der Ludwig-Maximilians-Universität München. Von 1975 bis 1980 arbeitete Woller nebenbei als wissenschaftliche Hilfskraft am Institut für Zeitgeschichte in München. Im Dezember 1979 wurde Woller an der Universität München mit einer von Karl Bosl betreuten Arbeit über Die Loritz-Partei. Geschichte, Struktur und Politik der Wirtschaftlichen Aufbau-Vereinigung (WAV) 1945–1955 promoviert (Zweitgutachter war Eberhard Weis). Anschließend war er ab 1980 wissenschaftlicher Mitarbeiter am Institut für Zeitgeschichte. 1985 folgte ein dreijähriger Aufenthalt am Deutschen Historischen Institut in Rom. Nach seiner Rückkehr 1988 ans Institut für Zeitgeschichte war er unter anderem für die Schriftenreihe der Vierteljahrshefte für Zeitgeschichte tätig. Von 1994, als er die Nachfolge von Hermann Graml übernahm, bis 2015 war er Chefredakteur der Vierteljahrshefte; sein Nachfolger wurde Jürgen Zarusky.
Daneben ist Woller als Spezialist für deutsche und insbesondere italienische Zeitgeschichte, was sich neben zahlreichen Veröffentlichungen auch in der Berufung in die Deutsch-italienische Historikerkommission (2009–2012) ausdrückt.

## Werk
Jens Petersen nannte Wollers 1996 erschienene Studie über Die Abrechnung mit dem Faschismus in Italien „a significant contribute to contemporary German historical research“. Die Arbeit beruhe auf einer breiteren Quellengrundlage als frühere Studien. Woller habe sorgfältig insbesondere auch die amerikanischen und britischen Archive ausgewertet. Das Buch stelle den Beginn und nicht das Ende eines neuen Forschungsfeldes dar.
In seiner Zeit als Chefredakteur der Vierteljahreshefte veröffentlichte Woller selbst in der Zeitschrift Beiträge zur Geschichte des faschistischen Italien. 2003 veröffentlichte Woller gemeinsam mit Hermann Graml einen Rückblick auf 50 Jahre Geschichte der Vierteljahreshefte.
Rainer Behring nannte Wollers 2010 erschienene Geschichte Italiens im 20. Jahrhundert „eine vorzügliche Synthese, die den Stand der deutschen, italienischen und angloamerikanischen Forschung“ bündele und darüber hinaus „eigene Akzente setz[e] und eigenständige Interpretationsangebote präsentier[e]“; das Buch werde „ohne Weiteres zu einem Standardwerk avancieren“.
Wollers 2016 erschienene Mussolini-Biographie besprach Behring hingegen weniger positiv: In der Einleitung finde sich „eine Reihe von bedenklichen Urteilen“. Woller verwende den „unreflektierten Leitbegriff eines mussolinischen Imperialismus“, für den es letztlich kein belastbares Quellenmaterial gebe. Auch stelle Woller Mussolini zu einseitig und ohne Quellenbasis als seit jeher überzeugten Antisemiten dar. Behring beklagt zudem die mangelnde Kontextualisierung der Quellen und das Ausbleiben eines Fazits. Die von Woller angegebenen Opferzahlen der italienischen Besatzungsherrschaft in Jugoslawien und Griechenland entbehrten im Übrigen einer wissenschaftlichen Grundlage.
Woller verfasste 2019 eine Biographie über Gerd Müller, die von der Deutschen Akademie für Fußball-Kultur als Fußballbuch des Jahres 2020 ausgezeichnet wurde. Zu einem peinlichen Zwischenfall kam es, als Woller das Buch im Dezember 2019 an der Universität Augsburg vorstellte. Dabei erklärte er auf eine entsprechende Nachfrage, er habe den wichtigen Zeitzeugen Willi Aschenbrenner nicht befragen können, weil dieser tot sei. Aschenbrenner saß jedoch im Publikum und äußerte seinen Unmut über Wollers Behauptungen.
Woller tritt als regelmäßiger Verfasser von Rezensionen für das Online-Journal sehepunkte in Erscheinung; dabei bespricht er vor allem Titel zur italienischen Geschichte des 20. Jahrhunderts.

## Veröffentlichungen (Auswahl)

### Als Autor
- Die Loritz-Partei. Geschichte, Struktur und Politik der Wirtschaftlichen Aufbau-Vereinigung (WAV) 1945–1955. Dt. Verl.-Anst., Stuttgart 1982, ISBN 3-421-06084-3 (Zugl.: München, Univ., Diss., 1979/80).
- Gesellschaft und Politik in der amerikanischen Besatzungszone. Die Region Ansbach und Fürth. De Gruyter, Oldenbourg, Berlin 1986, ISBN 978-3-48653-841-0
- Die Abrechnung mit dem Faschismus in Italien 1943–1948. De Gruyter, Oldenbourg, Berlin 1996, ISBN 3-486-56199-5.
  - I conti con il fascismo. L’epurazione in Italia, 1943–1948. Il Mulino, Bologna 1997.
- Rom, 28. Oktober 1922. Die faschistische Herausforderung. dtv, München 1999, ISBN 978-3-42330-603-4.
  - Roma, 28 ottobre 1922 – l’Europa e la sfida dei fascismi. Il Mulino, Bologna 2001, ISBN 978-8-815-08281-7.
- Geschichte Italiens im 20. Jahrhundert. C. H. Beck, München 2010, ISBN 978-3-40660-158-3.
- Mussolini. Der erste Faschist – eine Biografie. 2. korrigierte Auflage. C. H. Beck, München 2016, ISBN 978-3-406-69837-8.
  - Mussolini. Il primo fascista. Carocci editore, Rom 2018, ISBN 978-8-843-08613-9.
- Gerd Müller oder Wie das große Geld in den Fußball kam. Eine Biografie. C. H. Beck, 4. überarbeitete Ausgabe, München 2019, ISBN 978-3-406-75433-3
- Jagdszenen aus Niederthann. Ein Lehrstück über Rassismus. C. H. Beck, München 2022, ISBN 978-3-406-79315-8

### Als Herausgeber
- mit Klaus-Dietmar Henke: Lehrjahre der CSU. Eine Nachkriegspartei im Spiegel vertraulicher Berichte an die amerikanische Militärregierung. Stuttgart 1984.
- mit Martin Broszat und Klaus-Dietmar Henke: Von Stalingrad zur Währungsreform. Zur Sozialgeschichte des Umbruchs in Deutschland. München 1988.
- Italien und die Großmächte 1943–1949 (= Schriftenreihe der Vierteljahrshefte für Zeitgeschichte. Band 57). Oldenbourg, München 1988.
- mit Klaus-Dietmar Henke: Politische Säuberung in Europa. Die Abrechnung mit Faschismus und Kollaboration nach dem Zweiten Weltkrieg. München 1991.
- mit Norbert Frei und Klaus-Dietmar Henke: 20 Tage im 20. Jahrhundert. München 1997 ff.
- mit Thomas Schlemmer: Bayern im Bund. Band 1: Die Erschließung des Landes 1949 bis 1973. München 2001.
- mit Thomas Schlemmer: Bayern im Bund. Band 2: Gesellschaft im Wandel 1949 bis 1973. München 2002.
- mit Thomas Schlemmer: Bayern im Bund. Band 3: Politik und Kultur im föderativen Staat 1949 bis 1973. München 2004.
- mit Gian Enrico Rusconi: Italia e Germania 1945–2000. La costruzione dell’Europa. Bologna 2005.
- mit Johannes Hürter: Hans Rothfels und die deutsche Zeitgeschichte. München 2005.
- mit Gian Enrico Rusconi: Parallele Geschichte? Italien und Deutschland 1945–2000. Berlin 2006.
- mit Thomas Schlemmer und Gian Enrico Rusconi: Schleichende Entfremdung? Deutschland und Italien nach dem Fall der Mauer. München 2008.
- mit Gian Enrico Rusconi und Thomas Schlemmer: Berlusconi an der Macht. Die Politik der italienischen Mitte-rechts-Regierungen in vergleichender Perspektive. München 2010.